# Atletica leggera agli XI Giochi panafricani - 400 metri ostacoli maschili
La specialità dei 400 metri ostacoli maschili agli XI Giochi panafricani si è svolta il 15 e 16 settembre 2015 allo Stade Municipal de Kintélé di Brazzaville, nella Repubblica del Congo.

## Podio
| Oro     | Abdelmalik Lahoulou Algeria |
| Argento | Miloud Rahmani Algeria      |
| Bronzo  | Mohamed Sghaier Tunisia     |

## Risultati

### Batterie
Qualificazione: i primi 3 di ogni batteria (Q) e i 2 migliori tempi degli esclusi (q) si qualificano in finale.
| Class | Gruppo | Nome                  | Nazione        | Tempo | Note |
| ----- | ------ | --------------------- | -------------- | ----- | ---- |
| 1     | 2      | William Mbevi Mutunga | Kenya          | 50.23 | Q    |
| 2     | 1      | Abdelmalik Lahoulou   | Algeria        | 50.41 | Q    |
| 2     | 2      | Mohamed Sghaier       | Tunisia        | 50.41 | Q    |
| 4     | 2      | Kurt Couto            | Mozambico      | 50.47 | Q    |
| 5     | 1      | Miloud Rahmani        | Algeria        | 50.58 | Q    |
| 6     | 2      | Saber Boukemouche     | Algeria        | 50.61 | q    |
| 7     | 2      | Ziem Esau Somda       | Burkina Faso   | 50.61 | q,   |
| 8     | 1      | Henry Okorie          | Nigeria        | 51.07 | Q    |
| 9     | 1      | Kiprono Koskei        | Kenya          | 51.18 |      |
| 10    | 1      | Gerhardus Maritz      | Namibia        | 51.20 |      |
| 11    | 1      | Abebe Chala           | Etiopia        | 53.61 |      |
| 12    | 2      | Jean Martin Mbana     | Rep. del Congo | 54.56 |      |

### Finale
| Class   | Corsia | Nome                  | Nazione      | Tempo | Note                                     |
| ------- | ------ | --------------------- | ------------ | ----- | ---------------------------------------- |
| Oro     | 4      | Abdelmalik Lahoulou   | Algeria      | 48.67 | Record nazionale                         |
| Argento | 6      | Miloud Rahmani        | Algeria      | 49.27 |                                          |
| Bronzo  | 5      | Mohamed Sghaier       | Tunisia      | 49.32 |                                          |
| 4       | 7      | William Mbevi Mutunga | Kenya        | 49.43 | Miglior prestazione personale stagionale |
| 5       | 9      | Kurt Couto            | Mozambico    | 49.55 |                                          |
| 6       | 3      | Saber Boukemouche     | Algeria      | 49.87 |                                          |
| 7       | 8      | Henry Okorie          | Nigeria      | 50.01 |                                          |
| 8       | 2      | Ziem Esau Somda       | Burkina Faso | 51.02 | Miglior prestazione personale stagionale |